# François Barry Martin-Delongchamps
François Barry Martin-Delongchamps, né le 27 mars 1949, avocat, ancien Ambassadeur de France, est un ancien élève de l'École nationale d'administration ( ENA ), promotion Pierre Mendès France.

## Biographie
François Barry Delongchamps a une licence en droit, et est diplômé de l'Institut d'études politiques de Paris.
Il entre au ministère des Affaires étrangères en 1972. Après un service national effectué au Consulat général de France à Québec, il devient attaché d'ambassade à Rabat avant d'être affecté après sa scolarité à l'ENA à l'administration centrale du ministère des Affaires étrangères (service des affaires stratégiques) de 1978 à 1980. 
Il est ensuite premier secrétaire d'ambassade puis deuxième conseiller à Moscou (1980-1984), deuxième conseiller à Bangkok (1984-1987), premier conseiller à Londres (1987-1992).où il est également représentant permanent adjoint de la France au Conseil de l'Union de l'Europe Occidentale (UEO). Après un retour au Quai d'Orsay comme chef du Service des affaires stratégiques et du désarmement (1992-1995), il devient ambassadeur à Singapour (1995-1999) puis ministre-conseiller à Washington (1999-2002). De 2002 à 2007 il est à la tête de la direction des Français à l'étranger et des étrangers en France. De 2007 à 2012, il est ambassadeur à Varsovie. 
De 2012 à 2014, après avoir rédigé un rapport sur la réforme de la délivrance des visas, il est nommé conseiller diplomatique du gouvernement. De 2013 à 2015, il est également chef de la délégation française à la commission intergouvernementale chargée de suivre l'ensemble des questions liées à la construction et à l'exploitation de la liaison fixe transmanche.
Le 14 mars 2015, il est élu président délégué avant de succéder le 10 mars 2018 à Gérard Pélisson au poste de président de l'Union des Français de l'étranger.  
Le 4 juin 2018, il prête serment comme avocat devant la Cour d'appel d'Aix-en-Provence. Il est inscrit au tableau des avocats du Barreau de Draguignan.

## Distinctions honorifiques
- Il est chevalier de la Légion d'honneur (2002) et officier de l'ordre national du Mérite (2006)[2].
- Commandeur de l'Ordre du Mérite de la République de Pologne ( nommé le 12 avril 2012 par le Président Komorowski )